# Okręg wołyński (1920–1921)
Okręg wołyński – tymczasowa jednostka administracyjna drugiej instancji funkcjonująca na przełomie lat 1920–1921 na obszarze ziem objętych umową o preliminaryjnym pokoju i rozejmie (tzw. Kresy Wschodnie), podpisaną w Rydze 12 października 1920. Siedzibą władz okręgu był Łuck.
Okręg wołyński został utworzony 20 grudnia 1920 przez Rząd RP z większej części dotychczasowego okręg wołyńskiego administrowanego przez ZCZW (1919-20), ZCZWiFP (1920) i TZTPiE (1920). Na czele okręgu stanął naczelnik okręgu, będący przedstawicielem Rządu, odpowiedzialnym wykonawcą zleceń ministrów i zwierzchnikiem władz i urzędów.
W skład okręgu wołyńskiego weszły powiaty:
- z dotychczasowego okręgu wołyńskiego:
  - dubieński
  - horochowski (utworzony 12 grudnia 1920)
  - kowelski
  - krzemieniecki
  - lubomelski (utworzony 12 grudnia 1920)
  - łucki
  - ostrogski (nie w całości)
  - rówieński
  - sarneński (utworzony 15 marca 1920)
  - włodzimierski

19 lutego 1921 okręg wołyński przekształcono w województwo wołyńskie.